# Imigração francesa no Brasil
A imigração francesa no Brasil foi o movimento migratório ocorrido principalmente nos séculos XIX e XX de grupos de franceses para várias regiões do Brasil. Os franco-brasileiros (em frânces: Franco-Brésiliens) são brasileiros que possuem ascendência francesa ou pessoas nascidas na França radicadas no Brasil.

## História
No século XIX, por volta de 1847, franceses e alguns belgas, e posteriormente brasileiros, criaram a Colônia Dr. Faivre, às margens do rio Ivaí, localidade rebatizada de Teresa Cristina, no município de Cândido de Abreu, no Paraná. Ainda na mesma época, na década de 1850, franceses se estabeleceram na Colônia de Superaguy, na baía de Paranaguá. Em 1868 foi criada a Colônia Argelina na região que hoje é o bairro do Bacacheri, em Curitiba. Em Curitiba é realizado desde 1988 pela Aliança Francesa a Festa da Francofonia. Estima-se que na década de 2010 o Paraná tinha cerca de seiscentas famílias descendentes de franceses.
Também no Paraná, as colônias no Vale do Assungui, no município de Cerro Azul, receberam imigrantes franceses durante o Império. Porém, com o tempo boa parte dessa população migraria para outras áreas. Segundo o historiador Romário Martins "...em 1875 tinha a Colônia Assungui 1.824 habitantes, sendo 875 brasileiros, 338 franceses", além de imigrantes de outras nacionalidades.
Segundo o Censo Republicano de 1920, 31.984 franceses moravam no Brasil. São Paulo contava com a maior parte desses imigrantes, contabilizando 13.576 estrangeiros de tal nacionalidade. Em seguida, vinham o Distrito Federal (que na época era a cidade do Rio de Janeiro) com 10.538 franceses e o Rio Grande do Sul com 4.216. No estado de São Paulo, as cidades com os maiores números eram a capital (3.859), Santos (581), Campinas (389), Taubaté (371) e Ribeirão Preto (361). No Rio Grande do Sul, Porto Alegre tinha 2356 franceses, seguido de Pelotas (775) e Rio Grande (730).